# 甲斐善光寺
甲斐善光寺（日语：甲斐善光寺）是位在日本山梨縣甲府市的淨土宗寺院。山號「定額山」（じょうがくざん）。本尊善光寺如來、開基（創立者）為武田信玄。正式名稱是定額山淨智院善光寺。為了和長野縣長野市等善光寺區別，多稱作甲斐善光寺，也稱作甲州善光寺、甲府善光寺。
甲斐國國主武田信玄為避免川中島合戰之戰火波及信濃善光寺，將本尊遷移甲斐而創立，開山（初代住持）為信濃善光寺大本願三十七世之鏡空。

## 關連項目
- 善光寺

## 外部連結
- 甲斐善光寺 （页面存档备份，存于）